# Genius (LSD)
Genius è un singolo del supergruppo LSD, pubblicato il 3 maggio 2018 come primo estratto dal primo album in studio Labrinth, Sia & Diplo Present... LSD.

## Descrizione
Il pezzo è stato scritto da Sia insieme a Timothy McKenzie e Thomas Pentz.
Fa parte della colonna sonora del videogioco calcistico della Electronic Arts FIFA 19 e FIFA 23.

## Video musicale
Il video musicale è stato pubblicato sul canale YouTube di Sia il 3 maggio 2018. Diretto da Ben Jones e Gabriel Alcala, vede come protagonisti Labirinth, Sia e Diplo sotto forma di cartone animato.

## Tracce
Download digitale
1. Genius – 3:33

Remix - Banx e Ranx
1. Genius – 2:57
2. Genius (Banx & Ranx Reggae Remix) – 3:14

Remix - Lil Wayne
1. Genius – 2:42